# Terra Nivium
Terra Nivium (łac. Ziemia Śniegów) – księżycowa równina o z grubsza trójkątnym kształcie.
Terra Nivium jest położona na północ od Mare Vaporum (Morza Oparów) i na północnym zachodzie ograniczona jest przez Montes Apenninus (Góry Apeniny), a na północnym wschodzie przez góry Montes Haemus.
Na terenie Terra Nivium znajdują się liczne depresje lawowe, określane jako morza księżycowe. Są one wyszczególnione w poniższej tabeli, od zachodu na wschód.

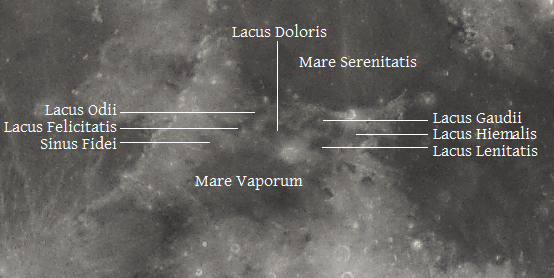

| Nazwa             | Nazwa polska       | Szerokość selenograficzna | Długość selenograficzna | Średnica |
| ----------------- | ------------------ | ------------------------- | ----------------------- | -------- |
| Sinus Fidei       | Zatoka Wierności   | 18,0° N                   | 2,0° E                  | 70 km    |
| Lacus Felicitatis | Jezioro Szczęścia  | 19,0° N                   | 5,0° E                  | 90 km    |
| Lacus Odii        | Jezioro Nienawiści | 19,0° N                   | 7,0° E                  | 70 km    |
| Lacus Doloris     | Jezioro Smutku     | 17,1° N                   | 9,0° E                  | 110 km   |
| Lacus Lenitatis   | Jezioro Czułości   | 14,0° N                   | 12,0° E                 | 80 km    |
| Lacus Gaudii      | Jezioro Zachwytu   | 16,2° N                   | 12,6° E                 | 113 km   |
| Lacus Hiemalis    | Jezioro Zimy       | 15,0° N                   | 14,0° E                 | 50 km    |